# سیارک ۱۲۷۸۸
سیارک ۱۲۷۸۸ (به انگلیسی: 12788 Shigeno، نامگذاری:1995SZ3) دوازده هزار و هفتصد و هشتاد و هشتمین سیارک کشف شده‌است که در ۲۲ سپتامبر ۱۹۹۵ کشف شد.
قدر مطلق سیارک برابر ۱۹.۵ است.